# Інцидент з потягом № 1908

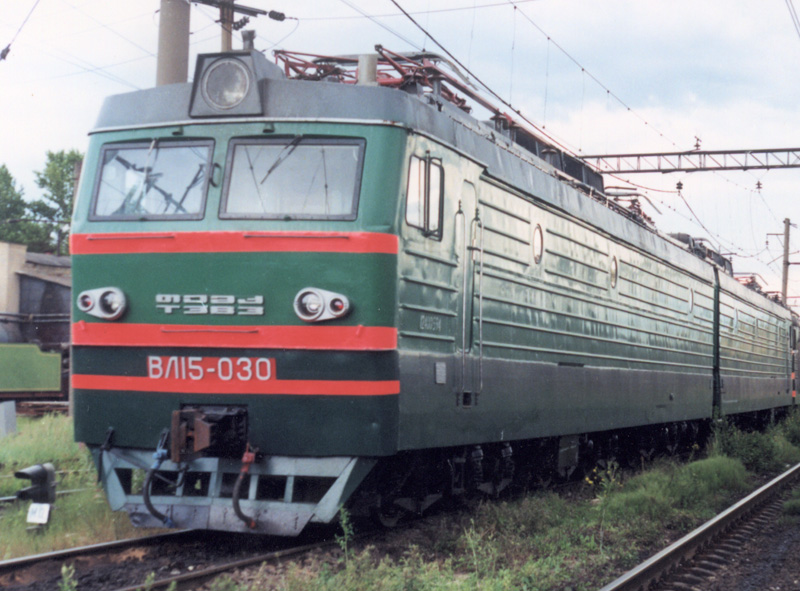
Електровоз ВЛ15, ідентичний до локомотива потяга № 1908

Інцидент з потягом № 1908 стався вночі 11 січня 2004 року на лінії Волховстрой — Тихвін.
Причиною став психічний розлад машиніста, котрий вимкнув справні прилади безпеки, а потім, перебуваючи у стані марення та психозу, втратив контроль над керуванням потяга. Спроби помічника машиніста зупинити потяг були перервані погрозами фізичної розправи з боку машиніста. Потяг зупинили лише через 47 хвилин шляхом вимкнення напруги в контактній мережі.
У пресі та інтернеті цей інцидент отримав висвітлення під назвою «Потяг в нікуди», «Потяг диявола», «Божевільний потяг» тощо.